# Museo Corbeta Esmeralda
El Museo Corbeta Esmeralda es un museo chileno ubicado en la ciudad de Iquique (Región de Tarapacá). Consiste en una representación a escala real de la corbeta chilena Esmeralda del día anterior de ser hundida en el combate naval de Iquique ocurrido en 1879. Es el museo más visitado en la región.

## Historia

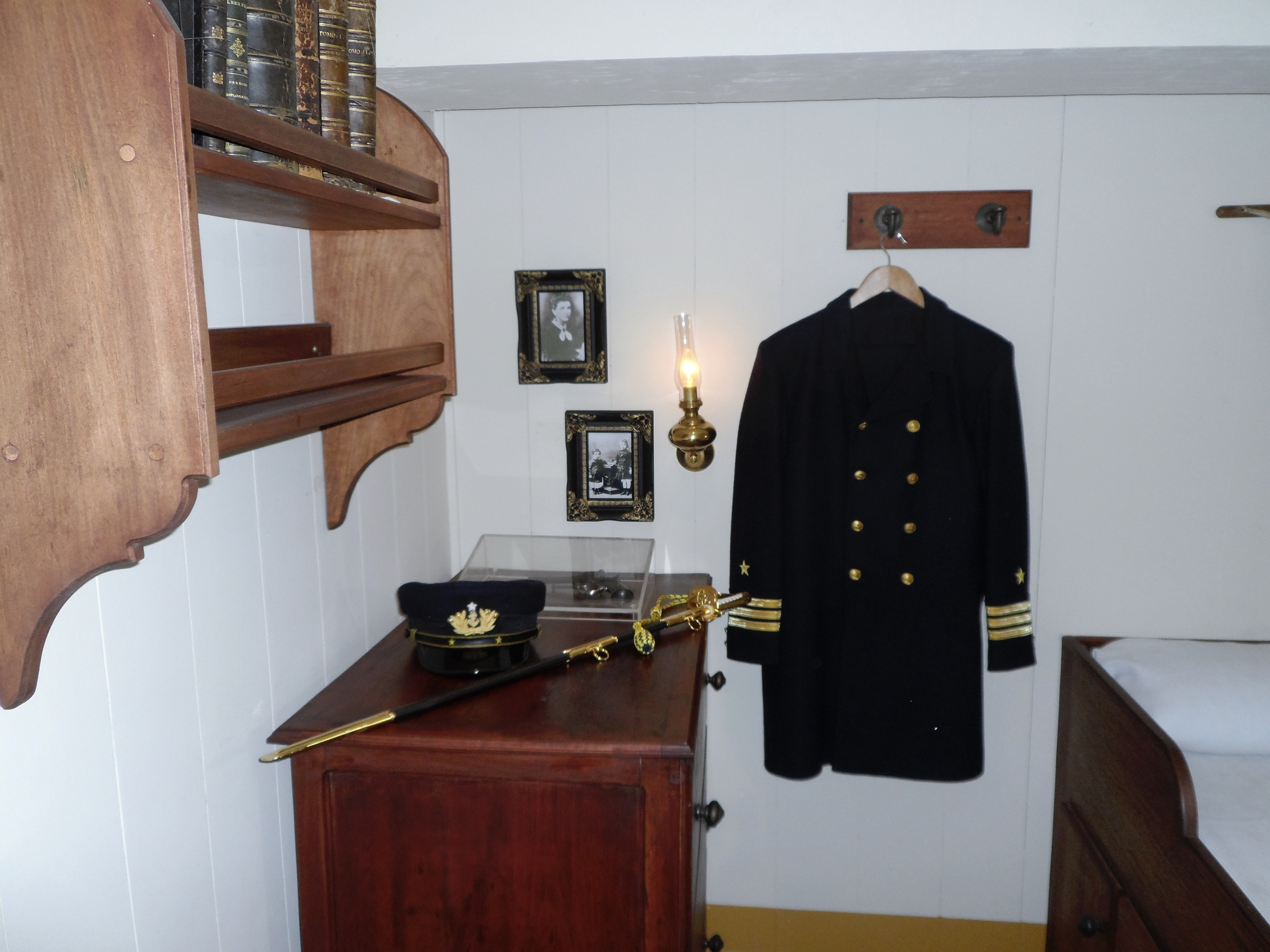
Réplica del camarote de Arturo Prat en la Esmeralda.

En 2004 la Minera Collahuasi, interesada en hacer un aporte de relevancia para el Bicentenario en la ciudad de Iquique, realizó una encuesta entre sus trabajadores para determinar cuál sería la mejor opción para materializar un proyecto que resultara emblemático para la comunidad. Se buscaba que esta contribución quedase plasmada en un obra que permaneciera en esta ciudad y en la vida cotidiana de los iquiqueños y que representara, de alguna forma, el espíritu de la región.
Como resultado nace la idea de construir una reproducción de la Esmeralda. El proyecto que involucró a la Armada de Chile, al Gobierno Regional y a la Municipalidad de Iquique, pasaría posteriormente bajo la administración de la Corporación del Patrimonio Marítimo de Chile, institución que tuvo la tarea de llevar adelante su ejecución.
Para lo anterior, se firmaron con esta entidad sendos convenios en octubre de 2009 y en marzo de 2010 y se firmó además, el contrato de construcción respectivo con los Astilleros Marco Chilena de Iquique.
La concreción de este sueño, se constituye en el proyecto cultural nacional de mayor envergadura hecho con aportes de privados y a su vez, en el primer museo de estas características, diseñado y concebido desde sus inicios para estos fines.

## El Museo
Su guion museológico comprende trece escenas que narran, compartimento a compartimento, cómo era la vida a bordo el 20 de mayo de 1879, la jornada previa al combate naval de Iquique. 
Mediante el relato museográfico, los visitantes tienen la posibilidad de ilustrarse acerca de las tareas que estaba cumpliendo la Esmeralda en la zona durante aquella fecha, conocer los sectores de habitabilidad del Comandante, de los oficiales y de la dotación en general. Además se puede aprender acerca del tipo de buque, su operación náutica, el funcionamiento general de la máquina, recorrer espacios como el entrepuente, la cubierta de cañones, entre otros.